# The Echoing Green

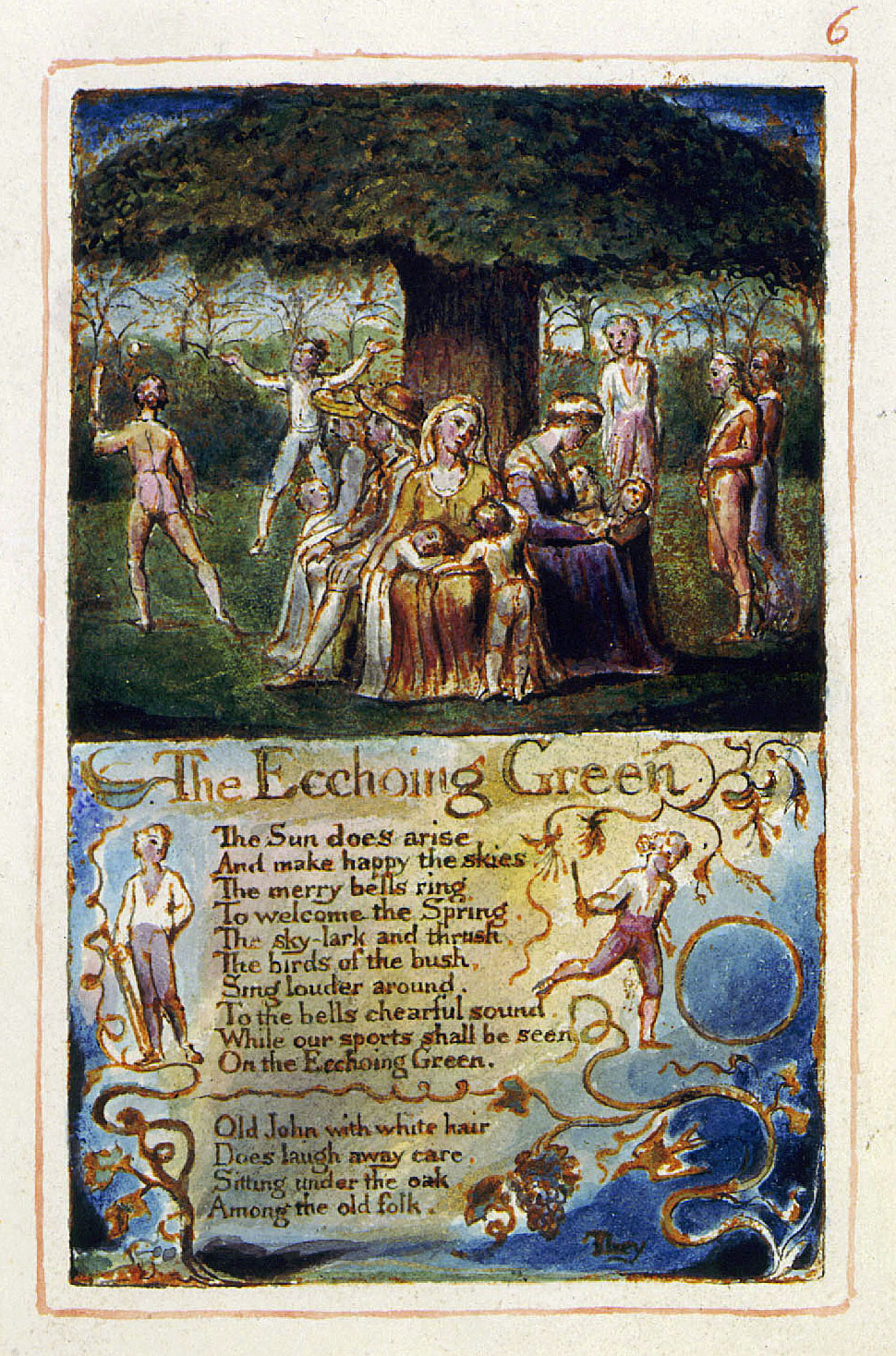
Plaat 1

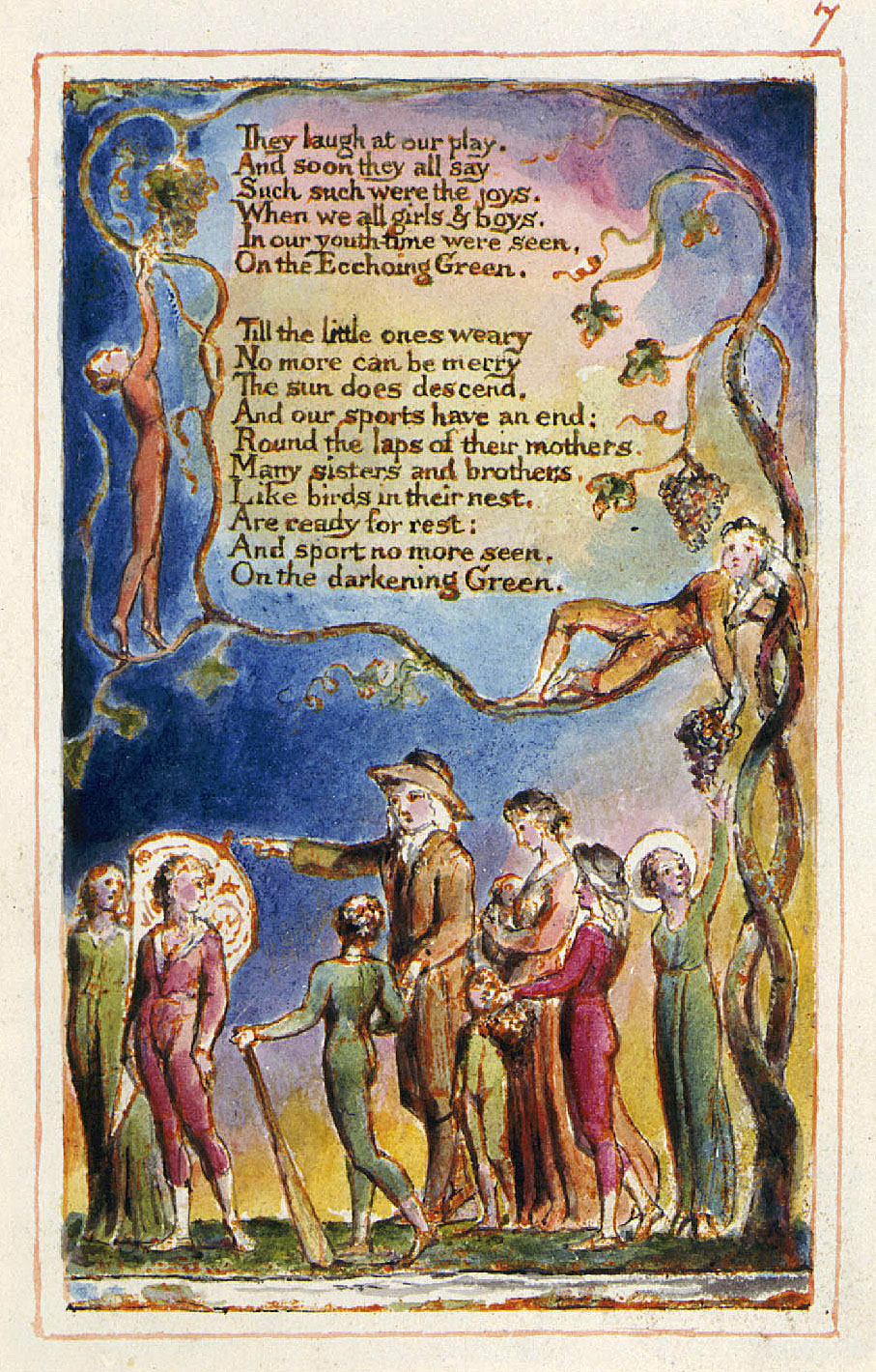
Plaat 2

The Echoing Green (in de oorspronkelijke titel gespeld als The Ecchoing Green) is een gedicht van de Engelse schrijver en beeldend kunstenaar William Blake. Het werd voor het eerst gepubliceerd in de in 1789 verschenen bundel Songs of Innocence. In 1794 verscheen het opnieuw in de met de serie Songs of Experience  aangevulde bundel, die werd uitgegeven onder de titel Songs of Innocence and of Experience.
Het gedicht omvat drie coupletten, waarin gebruikgemaakt wordt van het rijmschema aabbcc enz.
Blake voorzag dit gedicht van twee afbeeldingen van eigen hand.
Zoals het geval is bij alle gedichten in de bundel (zoals de titel ook al aangeeft) wordt ook in dit gedicht een zeker contrast geschilderd tussen de wereld van de onschuld, die van de kindertijd, en de wereld van de ervaring, die van de ouderen. Het toont een welhaast idyllische toestand van spelende kinderen, die van de zonnige ochtend totdat de avond valt aan het spelen zijn. Het is lente, de vogels zingen, de stemmen weerklinken op het gras en alles is vrolijkheid.
Een oudere man zit met leeftijdgenoten onder een boom en aanschouwt het tafereel. Ze genieten van het schouwspel, denken terug aan hun eigen jeugd, luisteren naar de kinderstemmen en naar de echo's daarvan uit hun eigen tijd. Het spel gaat door tot de avond valt en de kinderen zich koesteren in de warmte van de familie. De stemmen klinken nog na op het grasveld.

## Het gedicht
The sun does arise,
And make happy the skies;
The merry bells ring
To welcome the spring;
The skylark and thrush,
The birds of the bush,
Sing louder around
To the bell's cheerful sound,
While our sports shall be seen
On the Echoing Green.

Old John with white hair,
Does laugh away care,
Sitting under the oak,
Among the old folk.
They laugh at our play,
And soon they all say:
"Such, such were the joys
When we all, girls and boys,
In our youth time were seen
On the Echoing Green."

Till the little ones, weary,
No more can be merry;
The sun does descend,
And our sports have an end.
Round the laps of their mothers
Many sisters and brother,
Like birds in their nest,
Are ready for rest,
And sport no more seen
On the darkening Green.